# Мамедов, Гияс Исмаил оглы
Мамедов Гияс (Кияс) Исмаил оглы (1916—1966) — врач и организатор здравоохранения, деятельность которого была направлена на развитие системы здравоохранения в странах Средней Азии, Заслуженный врач Узбекской ССР.

## Биография
Родился 1 мая 1916 г в с. Поты Гёйчайского района Азербайджана. В 1932—1934 гг учился в педагогическом техникуме, а 1934—1938 гг — студент юридического факультета Социально-экономического института в г. Баку. После окончания института до 1943 г был членом коллегии адвокатов г. Баку. В связи с политической репрессией брата переехал в г. Ашхабад, где в 1948 г закончил лечебный факультет медицинского института и работал в Туркмении: до 1951 — зав. районным отделом здравоохранения в г. Гасанкули, до 1955 г — зав. городским отделом в г. Hебитдаге и до 1956 г — зав. городским отделом в г. Чарджоу. Его работа получила высокую оценку руководства Республики и Министерства здравоохранения СССР.
В 1956 г, после реабилитации брата, был переведен в аппарат гор. здравотдела г. Баку. В 1957 г по представлению Министерства здравоохранения СССР был назначен Главным врачом Сурхандарьинской областной СЭС в г. Термезе. В 1959 г он становится заведующим Сурхандарьинским областным отделом здравоохранения, а затем и членом коллегии Министерства здравоохранения Узбекистана.
Внес немалый вклад в развитие здравоохранения Сурхандарьинской и Кашкадарьинской областей и совершенствование работы по санитарному просвещению населения этих областей. Вместе с тем особо важное значение имела его работа по борьбе с инфекционной патологией — за годы работы в этих регионах страны были ликвидированы малярия, дракункулез, трахома и оспа, в десятки раз снизилась заболеваемость лейшманиозом, столбняком и бешенством.
Будучи заместителем председателя Республиканской противоэпидемической комиссии, в период разразившейся в 1965 г в Узбекистане эпидемии холены Эль-Тор, сумел провести меры, предотвратившие распространение этой инфекции на территорию Южного Узбекистана. Им был организован и проведен в январе 1966 г в г. Термезе первый Всесоюзный научно-практический семинар по профилактике холеры.
Был награждён орденами и медалями, а также Почетными Грамотами Верховного совета Республики и Министерства здравоохранения СССР. Имел ряд благодарностей министров здравоохранения как Туркмении и Узбекистана, так и СССР. Несколько лет был депутатом областного совета[какого?], а в 1964 г он был избран депутатом Верховного совета Узбекистана. 14 июня 1966 г скоропостижно скончался и был похоронен в г. Баку.

## Семья
Супруга — Мамедова, Сона Ибрагим кызы (1918—1991) — врач и специалист в области особо опасных инфекций, Заслуженный врач Азербайджанской ССР.
Сын — Мамедов, Мурад Кияс оглы — советский и азербайджанский ученый-вирусолог, доктор медицинских наук, профессор по специальности «вирусология» и профессор по специальности «аллергология и иммунология», академик РАЕН, академик МЭА, Заслуженный врач Азербайджанской Республики.